# 수문통

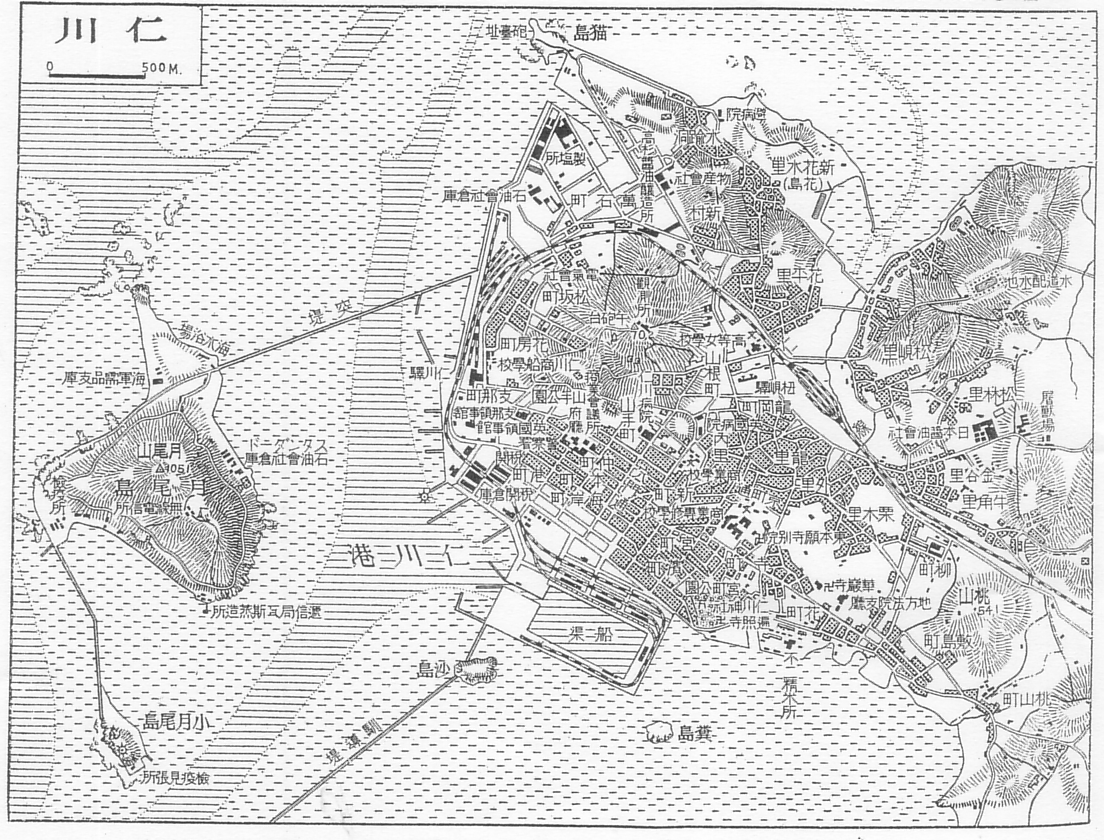
1930년경의 인천 지도. 杻峴驛(축현역)으로 표기된 동인천역까지 뻗어 있는 수로가 보인다.

수문통(水門通)은 인천광역시 동구 송현동에서 동인천역 북광장까지 이어진 뒤 두 갈래로 갈라져 서쪽으로는 화평동, 동쪽으로는 금곡동 배다리까지 이어지던 수로이다. 1930년대까지 바닷물이 드나들어 나룻배가 오갔으나, 1930년대 후반에서 1940년대 초반에 이르는 시기에 길전수차랑(吉田秀次郎)이라는 일본인이 하수도와 수문을 건설한 이후로는 이것이 불가능하였다. 1989년과 1994~96년 두 차례에 걸쳐 매립되었으며, 매립된 구간에는 수문통로라는 도로가 건설되었다. 화평동 화평치안센터 앞에 수문통을 건너던 송현교 표지석이 남아 있다.